# Andris Piebalgs
Andris Piebalgs (Valmiera, 17 de setembro de 1957) é um político letão. Foi comissário da energia da União Europeia de 1 de novembro de 2004 a 27 de novembro de 2009, quando o presidente da Comissão Europeia Durão Barroso lhe atribuiu a pasta do Desenvolvimento. É membro fundador do partido centrista Latvijas Ceļš e graduado em Física pela Universidade da Letónia.

## Trajetória política
Foi membro do parlamento letão desde as primeiras eleições (1990) depois da independência da URSS e ministro da Educação, tendo que enfrentar a criação de um sistema educativo da já independente Letónia. Em 1994 foi nomeado ministro das Finanças. Entre 1995 e 1997 foi embaixador da Letónia na Estónia e a partir desse ano, Embaixador da Letónia para a UE, sendo peça-chave na adesão do seu país à UE. Em 2004 foi nomeado comissário da Energia, cargo que ocuparia até 2009, quando foi designado para a pasta do Desenvolvimento.
Entre 4 de junho de 2016 e 19 de agosto de 2017, foi o líder do partido Unidade.